# The Blood of Others
The Blood of Others (Frans: Le Sang des autres) is een Frans-Canadees-Amerikaanse dramafilm uit 1984 onder regie van Claude Chabrol. De film is gebaseerd op de roman Le Sang des autres (1945) van de Franse filosofe Simone de Beauvoir.

## Verhaal
Hélène kan tijdens de Tweede Wereldoorlog niet kiezen tussen haar twee geliefden. De ene is een Duitse soldaat en de andere is een vriend die bij het verzet is.

## Rolverdeling
| Acteur               | Personage                   |
| -------------------- | --------------------------- |
| Jodie Foster         | Hélène                      |
| Michael Ontkean      | Jean                        |
| Sam Neill            | Bergman                     |
| Lambert Wilson       | Paul                        |
| Stéphane Audran      | Gigi                        |
| Alexandra Stewart    | Madeleine                   |
| Jean-François Balmer | Arnaud                      |
| John Vernon          | Generaal Charles Von Loenig |
| Marie Bunel          | Yvonne                      |
| Roger Mirmont        | Marcel                      |
| Christine Laurent    | Denise                      |
| Kate Reid            | Mevrouw Blomart             |
| Jean-Pierre Aumont   | M. Blomart                  |